# Domnești (okręg Ardżesz)
Domnești – wieś w Rumunii, w okręgu Ardżesz, w gminie Domnești. W 2011 roku liczyła 3201 mieszkańców.